# Церковь Святого Михаила (Гнезно)
Церковь Святого Михаила (бел. Касцёл Святога Міхаіла), Михайловский костёл — католический храм в агрогородке Гнезно, Гродненская область, Белоруссия. Относится к Волковысскому деканату Гродненского диоцеза. Памятник архитектуры с чертами готики и ренессанса, построен в 1524—1527 годах. Храм включён в Государственный список историко-культурных ценностей Республики Беларусь.

## История

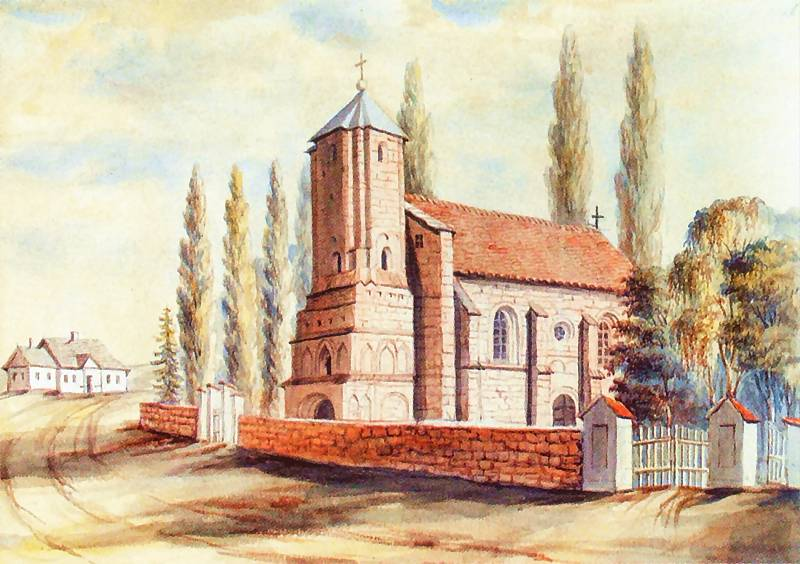
Храм св. Михаила. Картина Н. Орды

Впервые Гнезно упоминается в XV веке, несколько раз меняло владельцев. В начале XVI века перешло в собственность рода Шеметов (Шеметовичей). В 1524 году на средства владельцев местечка Яна и Эльжбеты Шеметовичей было начало строительство каменного костёла на месте существовавшего небольшого деревянного храма. Тремя годами позже строительство было завершено, храм освящён во имя Святого Михаила.
В 1555 году Гнезно приобрел Иероним Ходкевич, который женился на Анне Шемет. В то же время Ходкевич перешёл в кальвинизм и превратил храм в Гнезно в кальвинистскую церковь. Кальвинистским храм оставался почти столетие, до 1643 года, когда был возвращён католикам.
Храм ремонтировался в 1678 и 1728 годах. В 1787 году к южному фасаду была пристроена ризница. В 1812 году сгорела крыша храма, в скором времени он был отремонтирован. Деревянные элементы здания снова пострадали от пожара 1839 года. В 1844 храм был восстановлен на средства тогдашнего владельца Гнезно Г. Тарасовича. В крипте храма хоронили владельцев Гнезно и других именитых особ; в начале XX века некрополь был замурован.
В 1930—1932 годах, в период пребывания Гнезно в составе межвоенной Польской Республики по проекту архитектора Тадеуша Плюиньского была проведена глобальная реставрация здания.
В 1968 году костёл передан местному совхозу под склад. В 1989 году возвращен Католической церкви, отреставрирован. Повторное освящение состоялось 11 августа 1990 года.

## Архитектура

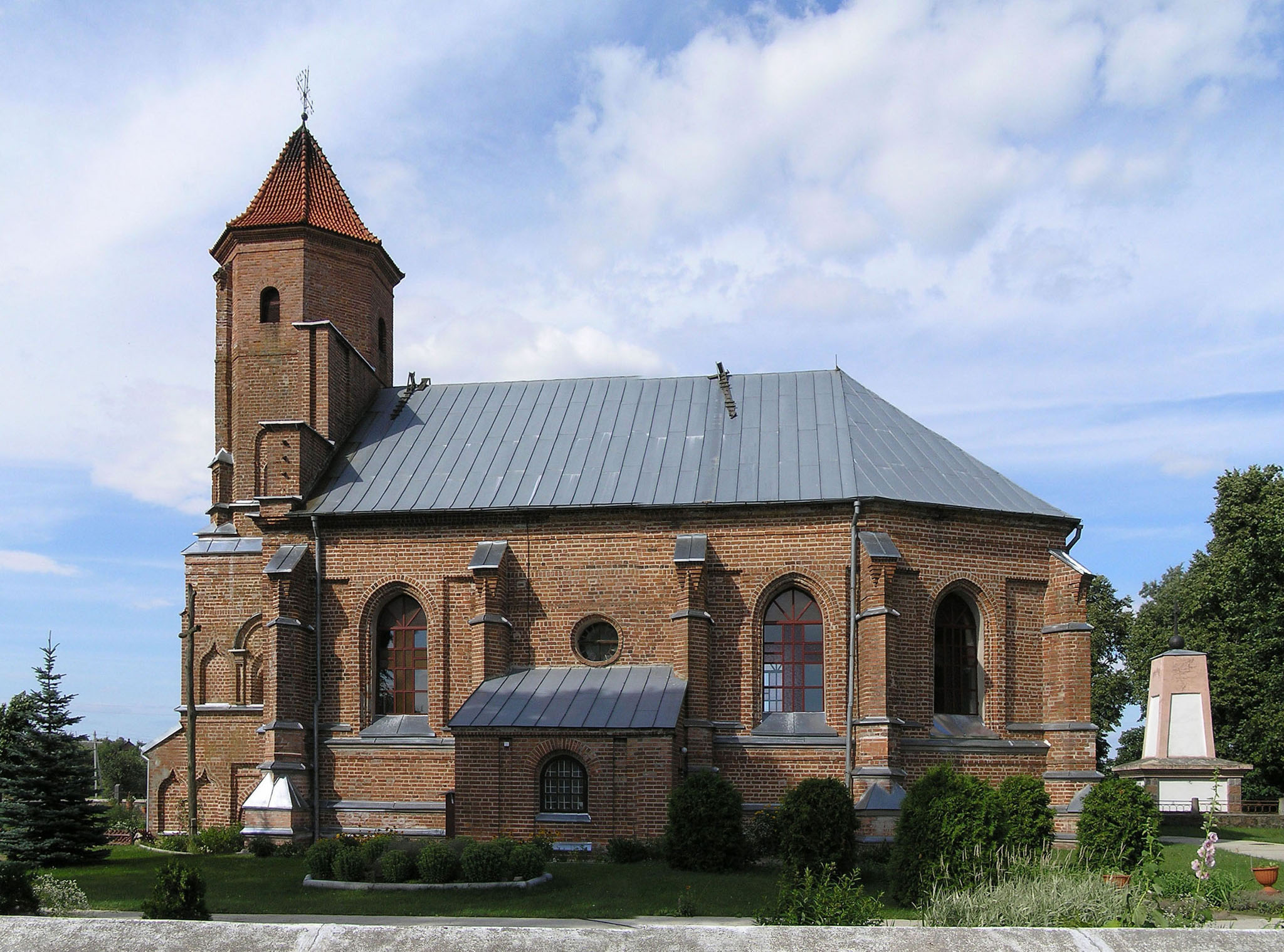
Боковой фасад

Храм св. Михаила — пример переходного типа от готики к ренессансу. Здание представляет собой однонефный храм с трёхстенной апсидой и башней над центром пресвитерия. Башня имеет восьмигранную форму, что редко встречается в белорусском католическом зодчестве. Храм накрыт двускатной черепичной крышей с вальмами над алтарным пространством. Торец крыши на главном фасаде закрыт ступенчатым аттиком.
В архитектуре присутствуют как позднеготические черты (арки, прямоугольные ниши, контрфорсы), так и черты ренессанса (профилированные карнизы, полуциркульные завершения проемов верхнего яруса башни). Храм не имеет характерных для готики сводов и перекрыт плоским деревянным потолком.
Над входом расположены хоры на двух круглых колоннах. В толще северной стены расположена лестница, ведущая на хоры. Общая длина внутреннего пространства храма 21,5 м, ширина — 12 м, толщина стен колеблется от 0,8 до 1 метра.
Исторический интерьер храма, включавший в себя иконы и скульптуры XVII—XVIII веков не сохранился. В алтарной части выделяется современная копия «Сикстинской мадонны» Рафаэля, написанная художником из города Волковыска.
Храмовая территория окружена каменной оградой с воротами. На территории сохранились надгробия XIX — первой половины XX века.